# Вероніка (Куявсько-Поморське воєводство)
Вероніка (пол. Weronika) — село в Польщі, у гміні Кциня Накельського повіту Куявсько-Поморського воєводства.
У 1975-1998 роках село належало до Бидгощського воєводства.